# Аютово
Аютово (баш. Айыу) — деревня в Зианчуринском районе Республики Башкортостан Российской Федерации. Входит в состав Исянгуловского сельсовета.

## География

### Географическое положение
Расстояние до:
- районного центра (Исянгулово): 9 км,
- центра сельсовета (Исянгулово): 9 км,
- ближайшей ж/д станции (Тюльган): 52 км.

## Население
| 1939 | 1959 | 1970 | 1979 | 1989 | 2002 | 2009 |
| ---- | ---- | ---- | ---- | ---- | ---- | ---- |
| 158  | ↘157 | ↘154 | ↗166 | ↘151 | ↗161 | ↗167 |
| 2010 |      |      |      |      |      |      |
| ↘129 |      |      |      |      |      |      |

Национальный состав
Согласно переписи 2002 года, преобладающая национальность — башкиры (88 %).